# Gilles Palsky
Gilles Palsky (né en 1958) est un géographe français, professeur émérite de l'université Paris 1 Panthéon Sorbonne. Il a été membre du comité éditorial de Cybergéo et de Imago Mundi. Ses thèmes de recherche portent sur la cartographie, la géovisualisation, l'urbanisme et sur l'épistémologie et l'histoire de la géographie.

## Biographie
Gilles Palsky a été élève à l'École Normale Supérieure (ENS) de Saint-Cloud de 1978 à 1983. Il obtient en 1981 le CAPES d'histoire-géographie et l'agrégation de géographie. En 1990 il soutient un doctorat de l'Université Paris 1  sur l'histoire de la cartographie quantitative avant 1914, qui fut ensuite publié en 1996. En 2003 il soutient son habilitation à diriger des recherches à Paris 12, avec un mémoire intitulé L'esprit des cartes. Approches historiques, sémiologiques et sociologiques en cartographie. 
Gilles Palsky a été maître de conférences à l'université de Paris 12 (Val-de-Marne) de 1991 à 2006, puis professeur à l'Université Paris 1, à partir de 2007.

Il a été notamment membre du Conseil de gestion de l'UFR de lettres et science humaines de l'université de Paris 12 et directeur de la spécialité recherche « Territoires, Représentation, Acteurs » du master d'urbanisme et organisation de l'espace de 2005 à 2007.

De 2009 à 2014, il préside le Comité consultatif scientifique de la 23e section CNU à l'université Paris 1. De 2010 à 2015, il dirige dans le master Géographie la spécialité recherche « Géoprisme ».
Il a été l'un des membres fondateurs, puis administrateur (trustee) de 2013 à 2018 de l'International Society for the History of the Map

Gilles Palsky est membre fondateur de l'OUCARPO (OUvroir de CArtographie POtentielle), créé au Château d'If le 3 mai 2013, à l'initiative du philosophe Guillaume Monsaingeon.

## Œuvre
Gilles Palsky a étudié l'histoire de la cartographie statistique au XIXe siècle et les prémisses de la sémiologie graphique (notamment dans Des chiffres et des cartes. La cartographie quantitative au XIXe siècle (1996). Il relève l'ancienneté des procédés de cartographie quantitative ainsi que les raisons de leur adoption tardive en géographie. Ses travaux actuels abordent le rôle des cartes dans la construction des savoirs géographiques, aux XIXe et XXe siècles. Il travaille également sur les différentes formes de cartographie participative et sur la sémiologie graphique.

## Publications
- 1996. Des chiffres et des cartes. La cartographie quantitative au XIXe siècle, Paris, CTHS (comité des travaux historiques et scientifiques), 331 p.
- 2000. (avec Marie-Claire Robic), Aux sources de la sémiologie graphique « Aux sources de la sémiologie graphique », Cybergeo, [En ligne], Dossiers, Colloque « 30 ans de sémiologie graphique », article 147
- 2001. « Emmanuel de Martonne et la cartographie ethnographique de l’Europe centrale », Bulletin du Comité Français de Cartographie, nos 169/170, p. 76-85
- 2006. « Le monde au naturel. L’atlas sphéroïdal et universel de F. A. Garnier », Revue de la Bibliothèque nationale, 24, p. 38-45.
- 2007. (en) (avec Michael Friendly), « Visualizing Nature and Society », Chapter 5 in : Akerman, James R. and Robert W. Karrow, Jr. (eds.), Maps : Finding Our Place in the World, Chicago, University of Chicago Press.
- 2008. (en) « Connections and Exchanges in European Thematic Cartography. The Case of 19th Century Choropleth Maps », Belgeo 3/4, p. 413-426.
- 2009. (en) « Land of Light and Shadow. Baron Dupin’s Shaded Map and its Diffusion in Moral and Medical Statistics », (Mitteilungen des Instituts für Wissenschaft und Kunst (Vienne, Autriche), 64 (1-2), p. 10-17.
- 2009. « Un regard cartographique. Le monde vu d’Europe, du XVe au XXIe siècle », in : P. Boucheron (dir.), Histoire du Monde au XVe siècle, Paris, Fayard,  p. 791-811.
- 2012. « La cartographie au XXe siècle. De la cartographie d'expert aux cartographies citoyennes »,in : C. Hofmann (dir.), Artistes de la carte, de la Renaissance au XXIe siècle, Paris, Autrement, p. 170-205
- 2013. « Cartographie participative, cartographie indisciplinée », L'Information Géographique 77, décembre, p. 10-25.
- 2014. (avec Jean-Marc Besse et Jean-Christophe Bailly. Le monde sur une feuille : Les tableaux comparatifs de montagnes et de fleuves dans les atlas du XIXe siècle, Lyon, Fage éditions, 2014.
- 2014. « E o esplendor dos mapas. Littérature et imaginaire cartographique », p. 43-55 in : L. Dupuy, J.-Y. Puyo, L'imaginaire géographique. Entre géographie, langue et littérature, Pau, Presses Universitaires de Pau et des Pays de l'Adour.
- 2017. « Une cartographie des Lumières. La 'Nouvelle mappemonde dédiée au progrès de nos connaissances' de Nicolas-Antoine Boullanger     (1753)", Cartes et Géomatique, Revue du Comité Français de Cartographie 234, p. 81-90.
- 2017. «Amour sacré, amour profane. L’espace des cartes comme allégorie », p. 278-289 in : Jean-Marc Besse et Gilles A. Tiberghien (eds.), Opérations cartographiques, Paris, Actes Sud/ENSP.
- 2017 - « Carte, temps et récit », p. 56-69 in : Jean-Marc Besse et Gilles A. Tiberghien (eds.), Opérations cartographiques, Paris, Actes Sud/ENSP,
- 2017. « La Sémiologie graphique de Jacques Bertin a cinquante ans », Visions cartographiques, mis en ligne le 7 juin. https://visionscarto.net/la-semiologie-graphique-a-50-ans
- 2018. (en) « Jacques Bertin, from classical training to systematic thinking of graphic signs », Cartography and Geographic Information Science, 46:2, p. 189-193.
- 2019. (en) « Maps Against Imperialism: Frank Horrabin and Alexander Radó’s Atlases in the Interwar Period", p. 159-176 in: Kent, A.J., Vervust,     S., Demhardt, I.J., Millea, N. (eds.), Mapping Empires: Colonial Cartographies of Land and Sea. 7th International Symposium of the ICA Commission on the History of Cartography, 2018, s.l., Springer.
- 2019. (en) (avec J.- M. Besse), An Atlas of Geographical     Wonders: From Mountaintops to Riverbeds, New-York, Princeton Architectural Press, 208 p.
- 2021. (avec J.- M. Besse),《史丹福大學奇幻地理：科學、藝術與想像》, Beijing, Highlight Press Co., Ltd., 210 p. (traduction chinoise de Palsky & Besse, 2019.
- 2022. « La propagande nazie et la "guerre des cartes », Visions Cartographiques, mis en ligne le 7 mars. https://visionscarto.net/war-in-maps-39-41
- 2022 - "L'Atlas de Finlande de 1899. La Nation démontrée par les cartes", p. 117-134 in : Jean-Marc Besse (dir.), Forme du savoir, forme de pouvoir. Les atlas géographiques à l'époque moderne et contemporaine, Collection de l’École Française de Rome 593, École Française de Rome. https://books.openedition.org/efr/24695

## Distinction
Gilles Palsky a reçu le prix Georges Erhard de la Société de géographie (1996).

## Sources
- Jean-Paul Bord (2012), L’univers des cartes. La carte et le cartographe, collection Mappemonde, éditions Belin, Paris, 2012, 208 p. (Cité par)
- Jean Raveneau (1997), Compte rendu de Palsky, Gilles (1996) « Des chiffres et des cartes. La cartographie quantitative au XIXe siècle », Cahiers de géographie du Québec, volume 41, no 113, 1997, p. 230-232
- Paul Claval (2002) « Perspectives sur l'histoire de la géographie. À propos de quelques ouvrages récents », volume 77 no 77-2, p. 145-159